# Grand Prix Holandii 1952

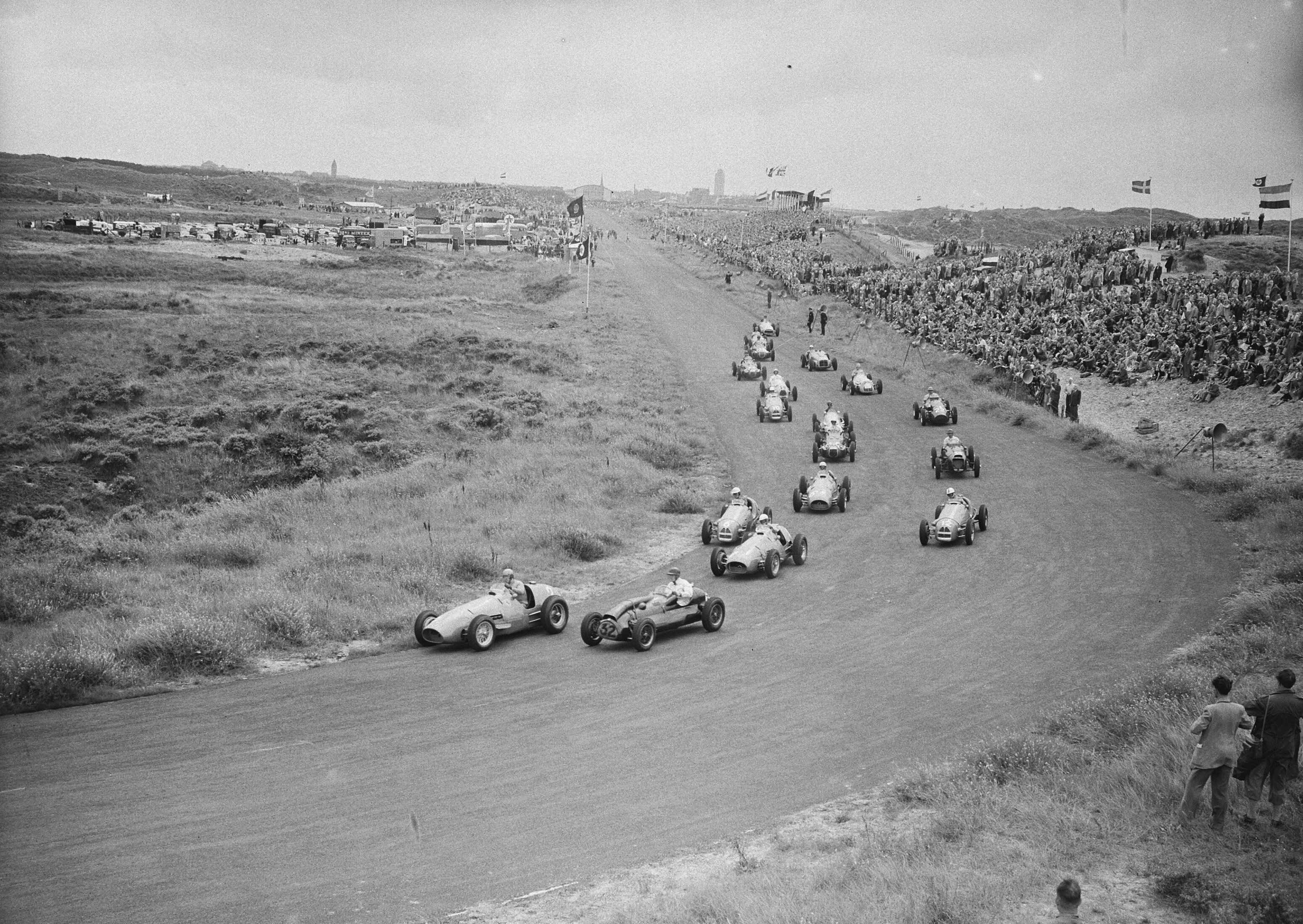
Kierowcy podczas Grand Prix Holandii 1952

Grand Prix Holandii 1952 (oryg. Grote Prijs van Nederland) – siódma runda Mistrzostw Świata Formuły 1 w sezonie 1952, która odbyła się 17 sierpnia 1952 po raz pierwszy na torze Circuit Park Zandvoort.
Trzecie Grand Prix Holandii, pierwsze zaliczane do Mistrzostw Świata Formuły 1.

## Lista startowa
Na niebieskim tle kierowcy, który wycofali się przed treningiem.
| Nr      | Kierowca            | Zespół                         | Samochód          | Silnik                 | Opony |
| ------- | ------------------- | ------------------------------ | ----------------- | ---------------------- | ----- |
| 2       | Alberto Ascari      | Scuderia Ferrari               | Ferrari 500       | Ferrari Type 500 2L 4C | P     |
| 4       | Giuseppe Farina     | Scuderia Ferrari               | Ferrari 500       | Ferrari Type 500 2L 4C | P     |
| 6       | Luigi Villoresi     | Scuderia Ferrari               | Ferrari 500       | Ferrari Type 500 2L 4C | P     |
| 8       | Jean Behra          | Equipe Gordini                 | Gordini T16       | Gordini 20 2L 6C       | E     |
| 10      | Robert Manzon       | Equipe Gordini                 | Gordini T16       | Gordini 20 2L 6C       | E     |
| 12      | Maurice Trintignant | Equipe Gordini                 | Gordini T16       | Gordini 20 2L 6C       | E     |
| 14      | Paul Frère          | Ecurie Belge                   | Simca-Gordini T15 | Gordini 1500 1.5L 4C   | E     |
| 16      | Chico Landi         | Escuderia Bandeirantes         | Maserati A6GCM    | Maserati A6G 2L 6C     | P     |
| 18      | Gino Bianco         | Escuderia Bandeirantes         | Maserati A6GCM    | Maserati A6G 2L 6C     | P     |
| 20      | Jan Flinterman      | Escuderia Bandeirantes         | Maserati A6GCM    | Maserati A6G 2L 6C     | P     |
| 22      | Ken Downing         | Ken Downing (prywatnie)        | Connaught Type A  | Lea-Francis 3.0L 4C    | D     |
| 24      | Charles de Tornaco  | Ecurie Francorchamps           | Ferrari 500       | Ferrari Type 500 2L 4C | E     |
| 26      | Lance Macklin       | HWMotors                       | HWM 52            | Alta F2 2L 4C          | D     |
| 28      | Duncan Hamilton     | HWMotors                       | HWM 52            | Alta F2 2L 4C          | D     |
| 30      | Dries van der Lof   | HWMotors                       | HWM 52            | Alta F2 2L 4C          | D     |
| 32      | Mike Hawthorn       | Leslie D. Hawthorn (prywatnie) | Cooper T20        | Bristol BS1 2L 6C      | D     |
| 34      | Ken Wharton         | Scuderia Franera               | Frazer Nash 421   | Bristol BS1 2L 6C      | D     |
| 36      | Stirling Moss       | English Racing Automobiles     | ERA G             | Bristol BS1 2L 6C      | D     |
| Źródła: |                     |                                |                   |                        |       |

Uwagi
1. ↑  Johnny Claes miał jechać samochodem z nr 14, lecz został zwolniony z zespołu przed Grand Prix. Paul Frère zajął jego miejsce.
2. ↑  Eitel Cantoni miał jechać samochodem z nr 18, lecz został zwolniony z zespołu przed Grand Prix. Gino Bianco zajął jego miejsce.
3. ↑  Louis Rosier miał jechać samochodem z nr 24, lecz wycofał swoje zgłoszenie. Charles de Tornaco zajął jego miejsce.

## Wyniki

### Kwalifikacje
Źródło: statsf1.com
| P  | Nr | Kierowca            | Konstruktor(-silnik)  | Opony | Czas   | Odstęp | Strata |
| -- | -- | ------------------- | --------------------- | ----- | ------ | ------ | ------ |
| 1  | 2  | Alberto Ascari      | Ferrari               | P     | 1:46,5 | -      | -      |
| 2  | 4  | Giuseppe Farina     | Ferrari               | P     | 1:48,6 | +2,1   | +2,1   |
| 3  | 32 | Mike Hawthorn       | Cooper-Bristol        | D     | 1:51,6 | +3,0   | +5,1   |
| 4  | 6  | Luigi Villoresi     | Ferrari               | P     | 1:51,8 | +0,2   | +5,3   |
| 5  | 12 | Maurice Trintignant | Gordini               | E     | 1:53,0 | +1,2   | +6,5   |
| 6  | 8  | Jean Behra          | Gordini               | E     | 1:54,5 | +1,5   | +8,0   |
| 7  | 34 | Ken Wharton         | Frazer Nash-Bristol   | D     | 1:54,7 | +0,2   | +8,2   |
| 8  | 10 | Robert Manzon       | Gordini               | E     | 1:54,8 | +0,1   | +8,3   |
| 9  | 26 | Lance Macklin       | HWM-Alta              | D     | 1:55,2 | +0,4   | +8,7   |
| 10 | 28 | Duncan Hamilton     | HWM-Alta              | D     | 1:55,8 | +0,6   | +9,3   |
| 11 | 14 | Paul Frère          | Simca-Gordini         | E     | 1:58,2 | +2,4   | +11,7  |
| 12 | 18 | Gino Bianco         | Maserati              | P     | 1:58,4 | +0,2   | +11,9  |
| 13 | 22 | Ken Downing         | Connaught-Lea-Francis | D     | 1:58,6 | +0,2   | +12,1  |
| 14 | 30 | Dries van der Lof   | HWM-Alta              | D     | 1:59,4 | +0,8   | +12,9  |
| 15 | 20 | Jan Flinterman      | Maserati              | P     | 2:01,8 | +2,4   | +15,3  |
| 16 | 16 | Chico Landi         | Maserati              | P     | 2:02,1 | +0,3   | +15,6  |
| 17 | 24 | Charles de Tornaco  | Ferrari               | E     | 2:03,7 | +1,6   | +17,2  |
| 18 | 36 | Stirling Moss       | ERA-Bristol           | D     | 2:04,5 | +0,8   | +18,0  |
| P  | Nr | Kierowca            | Konstruktor(-silnik)  | Opony | Czas   | Odstęp | Strata |

### Wyścig
Źródła: statsf1.com
| P                 | + / –     | Nr | Kierowca                   | Konstruktor           | Opony | Okr.  | Czas / Strata | Komentarz         |
| ----------------- | --------- | -- | -------------------------- | --------------------- | ----- | ----- | ------------- | ----------------- |
| 1                 | Bez zmian | 2  | Alberto Ascari             | Ferrari               | P     | 90    | 2h53m28,5     |                   |
| 2                 | Bez zmian | 4  | Giuseppe Farina            | Ferrari               | P     | 90    | +0:40,1       |                   |
| 3                 | 1         | 6  | Luigi Villoresi            | Ferrari               | P     | 90    | +1:34,4       |                   |
| 4                 | 1         | 32 | Mike Hawthorn              | Cooper-Bristol        | D     | 88    | +2 okr.       |                   |
| 5                 | 3         | 10 | Robert Manzon              | Gordini               | E     | 87    | +3 okr.       |                   |
| 6                 | 1         | 12 | Maurice Trintignant        | Gordini               | E     | 87    | +3 okr.       |                   |
| 7                 | 3         | 28 | Duncan Hamilton            | HWM-Alta              | D     | 85    | +5 okr.       |                   |
| 8                 | 1         | 26 | Lance Macklin              | HWM-Alta              | D     | 84    | +6 okr.       |                   |
| 9                 | 7         | 16 | Chico Landi Jan Flinterman | Maserati              | P     | 43 40 | +7 okr.       | [ a ]             |
| Niesklasyfikowani |           |    |                            |                       |       |       |               |                   |
|                   |           | 34 | Ken Wharton                | Frazer Nash-Bristol   | D     | 76    | +14 okr.      | przekładnia       |
|                   |           | 36 | Stirling Moss              | ERA-Bristol           | D     | 73    | +17 okr.      | silnik            |
|                   |           | 30 | Dries van der Lof          | HWM-Alta              | D     | 70    | +20 okr.      | niesklasyfikowany |
|                   |           | 22 | Ken Downing                | Connaught-Lea-Francis | D     | 27    | +63 okr.      | ciśnienie oleju   |
|                   |           | 24 | Charles de Tornaco         | Ferrari               | P     | 19    | +71 okr.      | silnik            |
|                   |           | 14 | Paul Frère                 | Simca-Gordini         | E     | 15    | +75 okr.      | skrzynia biegów   |
|                   |           | 8  | Jean Behra                 | Gordini               | E     | 10    | +80 okr.      | aparat zapłonowy  |
|                   |           | 20 | Jan Flinterman             | Maserati              | P     | 7     | +83 okr.      | silnik            |
|                   |           | 18 | Gino Bianco                | Maserati              | P     | 4     | +86 okr.      | przekładnia       |
| P                 | + / –     | Nr | Kierowca                   | Konstruktor           | Opony | Okr.  | Czas / Strata | Komentarz         |

Uwagi
1. ↑  Bolid współdzielony.

### Najszybsze okrążenie
Źródło: statsf1.com
| Nr | Kierowca       | Konstruktor | Czas   | Okr. |
| -- | -------------- | ----------- | ------ | ---- |
| 2  | Alberto Ascari | Ferrari     | 1:49,8 | 89   |

### Prowadzenie w wyścigu
Źródło: statsf1.com
| Nr                              | Kierowca       | Konstruktor | Okrążenia | Suma |
| ------------------------------- | -------------- | ----------- | --------- | ---- |
| 2                               | Alberto Ascari | Ferrari     | 1-90      | 90   |
| \| Wykres \| \| ------ \| \| \| |                |             |           |      |
| Wykres                          |                |             |           |      |
|                                 |                |             |           |      |

## Klasyfikacja po wyścigu
Pierwsza piątka otrzymywała punkty według klucza 8-6-4-3-2, 1 punkt przyznawany był dla kierowcy, który wykonał najszybsze okrążenie w wyścigu. Klasyfikacja konstruktorów została wprowadzona w 1958 roku. Liczone było tylko 4 najlepsze wyścigi danego kierowcy.
Uwzględniono tylko kierowców, którzy zdobyli jakiekolwiek punkty
| P  | +/− | Kierowca            | Starty | Punkty  | P1 | P2 | P3 | PP | NO | NS |
| -- | --- | ------------------- | ------ | ------- | -- | -- | -- | -- | -- | -- |
| 1  | 0   | Alberto Ascari      | 6      | 36 (45) | 5  | –  | –  | 4  | 5  | 1  |
| 2  | +1  | Giuseppe Farina     | 6      | 24      | –  | 4  | –  | 2  | –  | 1  |
| 3  | −1  | Piero Taruffi       | 5      | 22      | 1  | 1  | 1  | –  | 1  | 1  |
| 4  | 0   | Rudi Fischer        | 4      | 10      | –  | 1  | 1  | –  | –  | –  |
| 5  | +2  | Mike Hawthorn       | 4      | 10      | –  | –  | 1  | –  | –  | 1  |
| 6  | 0   | Robert Manzon       | 6      | 9       | –  | –  | 1  | –  | –  | 3  |
| 7  | −2  | Troy Ruttman        | 1      | 8       | 1  | –  | –  | –  | –  | –  |
| 8  | 0   | Jim Rathmann        | 1      | 6       | –  | 1  | –  | –  | –  | –  |
| 9  | 0   | Jean Behra          | 5      | 6       | –  | –  | 1  | –  | –  | 2  |
| 10 | 0   | Sam Hanks           | 1      | 4       | –  | –  | 1  | –  | –  | –  |
| 10 | N   | Luigi Villoresi     | 1      | 4       | –  | –  | 1  | –  | –  | –  |
| 12 | −1  | Ken Wharton         | 3      | 3       | –  | –  | –  | –  | –  | 2  |
| 13 | −1  | Duane Carter        | 1      | 3       | –  | –  | –  | –  | –  | –  |
| 13 | −1  | Dennis Poore        | 1      | 3       | –  | –  | –  | –  | –  | –  |
| 15 | −1  | Alan Brown          | 3      | 2       | –  | –  | –  | –  | –  | –  |
| 16 | −1  | Maurice Trintignant | 4      | 2       | –  | –  | –  | –  | –  | 2  |
| 17 | −1  | Paul Frère          | 3      | 2       | –  | –  | –  | –  | –  | 2  |
| 18 | −1  | Art Cross           | 1      | 2       | –  | –  | –  | –  | –  | –  |
| 18 | −1  | Eric Thompson       | 1      | 2       | –  | –  | –  | –  | –  | –  |
| 20 | −1  | Bill Vukovich       | 1      | 1       | –  | –  | –  | –  | 1  | –  |
| P  | +/− | Kierowca            | Starty | Punkty  | P1 | P2 | P3 | PP | NO | NS |